# Мєшков Федір Степанович
Федір Степанович Мєшков (15 лютого 1915, село Середній Карачан Новохоперського повіту Воронезької губернії, тепер Грибановського району Воронезької області, Російська Федерація — 21 травня 1987, місто Москва) — радянський державний діяч, 1-й секретар Орловського обласного комітету КПРС, голова Орловського облвиконкому. Кандидат у члени ЦК КПРС у 1971—1976 роках. Член ЦК КПРС у 1976—1986 роках. Депутат Верховної Ради СРСР 8—11-го скликань.

## Життєпис
У 1933 році закінчив Борисоглібський технікум механізації сільського господарства.
У 1933—1934 роках — механік-контролер машинно-тракторної майстерні Центрально-Чорноземної (Курської) області.
У 1934—1943 роках — завідувач навчальної частини, директор Задонської школи механізації сільського господарства Орловської області.
Член ВКП(б) з 1939 року.
У 1943—1948 роках — на радянській, партійній роботі в Орловській області: секретар районного комітету ВКП(б), голова виконавчого комітету районної ради депутатів трудящих.
У 1949—1954 роках — начальник, 1-й заступник начальника Орловського обласного управління сільського господарства.
У 1954—1957 роках — слухач Вищої партійної школи при ЦК КПРС.
У 1957—1958 роках — начальник Орловського обласного управління сільського господарства.
У 1958 — грудні 1962 року — 2-й секретар Орловського обласного комітету КПРС.
27 грудня 1962 — 15 грудня 1964 року — 2-й секретар Орловського сільського обласного комітету КПРС.
15 грудня 1964 — 25 жовтня 1965 року — секретар Орловського обласного комітету КПРС.
25 жовтня 1965 — 10 квітня 1970 року — голова виконавчого комітету Орловської обласної ради депутатів трудящих.
10 квітня 1970 — 22 червня 1985 року — 1-й секретар Орловського обласного комітету КПРС.
З червня 1985 року — персональний пенсіонер союзного значення в Москві.
Помер 21 травня 1987 року в Москві. Похований в місті Орлі на Троїцькому цвинтарі.

## Нагороди
- два ордени Леніна
- орден Червоної Зірки
- ордени
- медаль «За трудову доблесть»
- медалі